# Friday the 13th: The Game
Friday the 13th: The Game (с англ. — «Пятница, 13-е: Игра») — компьютерная игра в жанре Survival horror, разработанная американской компанией IllFonic и изданная Gun Media. Игра основана на франшизе с тем же именем, принадлежащей New Line Cinema. Выход игры состоялся 26 мая 2017 года на Microsoft Windows, Xbox One и PlayStation 4 и 13 августа 2019 года на Nintendo Switch.
31 декабря 2024 года игра была отключена от серверов.

## Игровой процесс
Местом действия игры является вымышленный лагерь «Хрустальное Озеро» и ещё несколько локаций из серии фильмов «Пятница, 13-е». События разворачиваются в 1980-е годы.
В многопользовательском режиме в одной сессии могут играть восемь человек. Один из игроков (выбранный случайно) будет управлять Джейсоном, в то время как другие, вожатые лагеря, будут пытаться скрыться и сбежать от убийцы. Джейсон обладает повышенным слухом и отличным зрением, а также он имеет возможность телепортироваться в различные места по желанию игрока (в зависимости от образа Джейсона, убийца будет ходить или бегать).

## Разработка и дополнения
Первоначально игра имела название Slasher Vol. 1: Summer Camp. История отличалась от той, которая выйдет в итоговой версии. После нескольких встреч и переговоров с режиссёром фильма «Пятница 13-е» Шоном Каннингэмом, Gun Media успешно приобрела права. Игра приобрела название Friday the 13th: The Game. На Kickstarter и BackerKit разработчикам удалось привлечь около 1,1 млн. долларов став 106-м по успешности краудфандиновым проектом всех времён.
11 июля 2018 года разработка игры была официально приостановлена из-за судебных разбирательств на владение авторских прав о франшизе «Пятница 13». Разработчики сообщили, что продолжат совершенствовать игру и поддерживать игровые сервера, но нового контента выпускать не смогут. Также они сообщили, что даже после завершения суда, они не будут создавать новый контент, будет лишь проводиться работа над выделенными серверами и устранение багов в игре.
В сентябре 2018 года Gun Media объявила, что игра сменила студию-разработчика. После окончания контракта с IllFonic, поддержкой игры займётся токийская студия Black Tower Games, которая уже помогала предыдущей команде с некоторыми картами.
В конце сентября 2018 года суд между Виктором Миллером и Шоном Каннингемом был завершён в сторону Виктора. Разработчики игры утратили права на маленького Джейсона из первой части фильма, а также лишились образа Памелы Вурхиз, так как Виктору удалось отсудить права лишь на первую часть франшизы.

### Дополнения
На игровой выставке PAX West 2017 был представлен новый платный пакет одежды — Spring Break 1984 Clothing Pack (с англ. — «Весенние каникулы 1984»). В игру для главных героев были добавлены купальники и купальные костюмы. Дополнение вышло 21 сентября 2017 года в цифровом магазине Steam.
9 сентября 2017 года вышло обновление, добавляющее в игру эмоции наподобие танцев, жестов и так далее. В дополнение к обновлению, 7 октября вышло дополнение, включающее в себя больше анимаций, расширяющих выбор эмоций под названием Emote Party Pack 1 (с англ. — «Набор эмоций для вечеринки»).
26 октября 2017 года вышло платное дополнение для игры под названием Costume Party Counselor Clothing Pack (с англ. — «Праздничные костюмы для вечеринок»), включающее в себя костюмы на хеллоуинскую тему для вожатых.

## Рецензии, награды и продажи
| Сводный рейтинг    | Сводный рейтинг                        |
| Агрегатор          | Оценка                                 |
| ------------------ | -------------------------------------- |
| GameRankings       | - (PC) 66,55 % - (NS) 70,08 %          |
| Metacritic         | (PC) 61/100 (PS4) 61/100 (XONE) 53/100 |
| Иноязычные издания |                                        |
| Издание            | Оценка                                 |
| Destructoid        | 6,5/10                                 |
| Game Informer      | 6/10                                   |
| GameRevolution     | [ 11 ]                                 |
| GameSpot           | 4/10                                   |
| GameZone           | 5/10                                   |
| IGN                | 6,9/10                                 |
| PC Gamer (US)      | 75/100                                 |
| Polygon            | 4/10                                   |

Игра получила смешанные обзоры. На сайте Metacritic версия для PlayStation 4 и PC имеет среднюю оценку 61/100, для Xbox One — 53/100.
Рецензент издания GameSpot Питер Браун осудил консольную версию за то, что они «неиграбельны» и раскритиковал малое количество карт и плохую анимацию персонажей. А журналист издания IGN Дэймон Хэфилд наоборот похвалил элементы во время игры за Джейсона, но при этом раскритиковал геймплей за вожатых.

### Награды
| Список наград и номинаций Friday the 13th: The Game | Список наград и номинаций Friday the 13th: The Game | Список наград и номинаций Friday the 13th: The Game | Список наград и номинаций Friday the 13th: The Game | Список наград и номинаций Friday the 13th: The Game |
| Год                                                 | Награда                                             | Категория                                           | Результат                                           | Ссылка                                              |
| --------------------------------------------------- | --------------------------------------------------- | --------------------------------------------------- | --------------------------------------------------- | --------------------------------------------------- |
| 2017                                                | Golden Joystick Awards                              | Лучшая независимая игра                             | Победа                                              | [ 17 ]                                              |
| 2017                                                | Golden Joystick Awards                              | Лучшая мультиплеерная игра                          | Номинация                                           | [ 17 ]                                              |

### Продажи
Летом 2018 года, благодаря уязвимости в защите Steam Web API, стало известно, что точное количество пользователей сервиса Steam, которые играли в игру хотя бы один раз, составляет 629 644 человека.